# Jaula

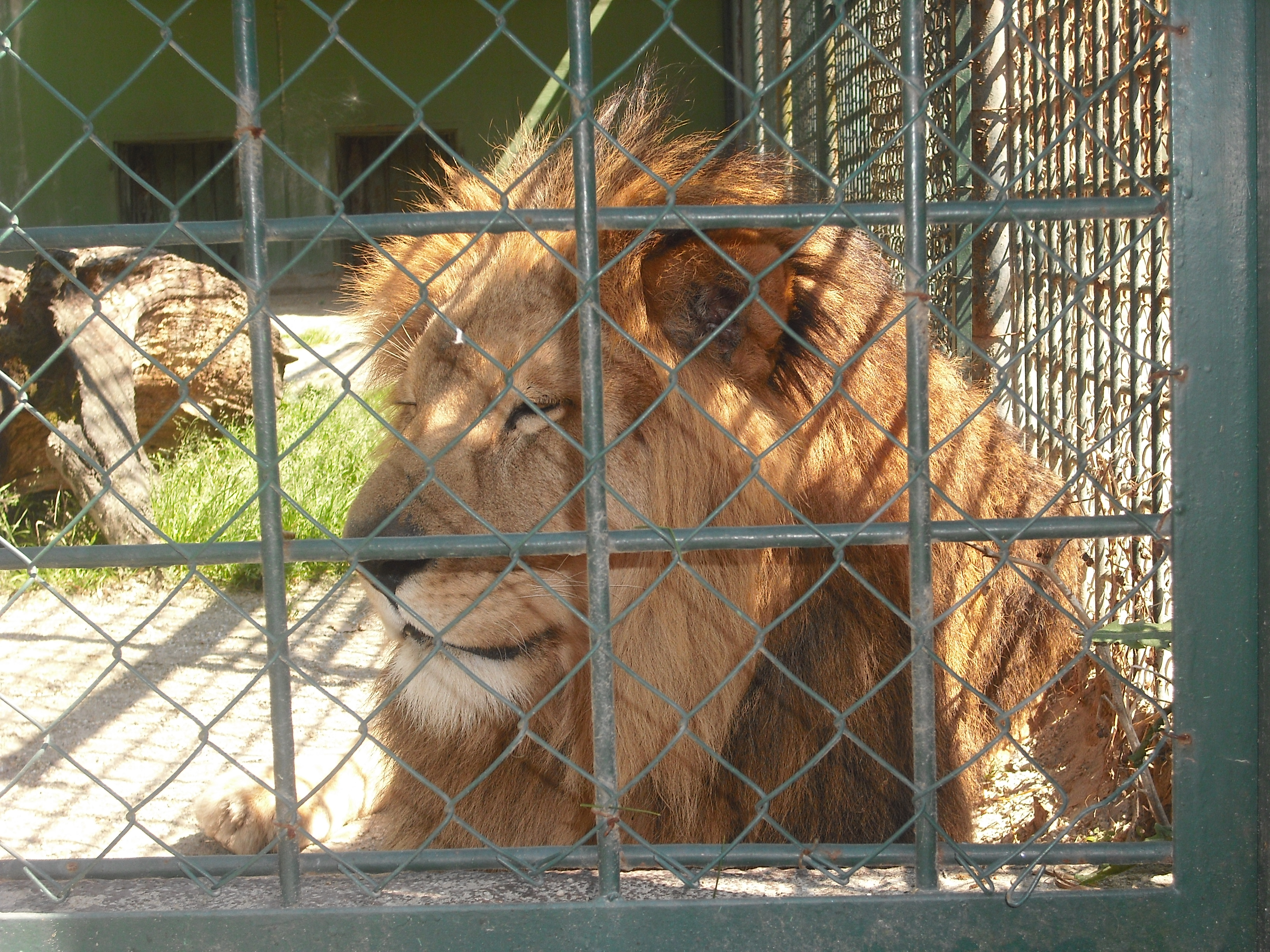
Um leão numa jaula do zoológico de Zagrebe, Croácia.

Uma jaula é uma caixa encerrada com paredes feitas de grades de metal, madeira ou qualquer outro material resistente utilizada para manter animais presos. Jaulas para pequenos animais (pássaros, coelhos, roedores etc.) normalmente são denominadas gaiolas.